# زولتن کوردا
زولتن کوردا (مجاری: Zoltan Korda؛ ۳ ژوئن ۱۸۹۵ – ۱۳ اکتبر ۱۹۶۱) کارگردان فیلم، تهیه‌کننده و فیلم‌نامه‌نویس زاده مجارستان بود. او برادر الکساندر کوردا بود.

## بخشی از فیلم‌شناسی
کوردا بین سال‌های ۱۹۱۸ تا ۱۹۵۵ میلادی فعالیت می‌کرد.
- طبل (فیلم ۱۹۳۸) (۱۹۳۸)
- چهار پر (فیلم ۱۹۳۹) (۱۹۳۹)
- کتاب جنگل (فیلم ۱۹۴۲) (۱۹۴۲)
- صحرا (فیلم ۱۹۴۳) (۱۹۴۳)
- بنال وطن (فیلم ۱۹۵۱) (۱۹۵۱)